# Ilija Jeruzalemski
Biskup Ilija (hebrejski אליהו) bio je patrijarh Jeruzalema 494. – 516.
Nije poznato kada je rođen.
Bio je Arapin te je obrazovan u manastiru u Egiptu.
457. je došao u Palestinu te je bio u lavri kod Jerihona. Anastazije Jeruzalemski ga je učinio biskupom.
494. Ilija je naslijedio Salustija na mjestu biskupa Jeruzalema. Priznao je Eufemija od Konstantinopola.
Ilijin je suradnik bio Flavijan II. Antiohijski.
516. Anastazije I. je maknuo Iliju s mjesta biskupa Jeruzalema.
Ilija, koji je poznavao Sabu Posvećenog i Ivana Tihog, umro je 518.